# عيش مرحرح
العيش المرحرح أو العيش المرحوح أو الخبز المرحوح أو الخبز المرقرق، هو خبز رقيق مصري، يُصنع من بذور الحلبة المطحونة بنسبة 5-10% وبذور الذرة. ويُعتبر جزء من النظام الغذائي التقليدي في الريف المصري، حيث يتم إعداده محلياً في البيوت القروية في صعيد مصر. ويشبه إلى حدٍ ما خبز «المرقوق» اللبناني. تكون الأرغفة مسطحة ذات قطر كبير يصل إلى 50 سم.
يُصنع هذا الخبز من دقيق الذرة حيث ثصنع عجينة لينة، يتم تخميرها ليلاً، ثم تُشكّل على هيئة أرغفة مستديرة. تترك لمدة 30 دقيقة، قبل أن بتم رقّها لتصبح أقراص رقيقة جاهزة للخَبْز. يمكن الحفاظ على صلاحيتها لعدة أيام إذا وضعت في وعاء محكم. إن إضافة دقيق بذور الحلبة يزيد محتوى البروتين ويزيد من طول فترة التخزين كما يسهّل هضم الخبز.